# متحكم بالجهد

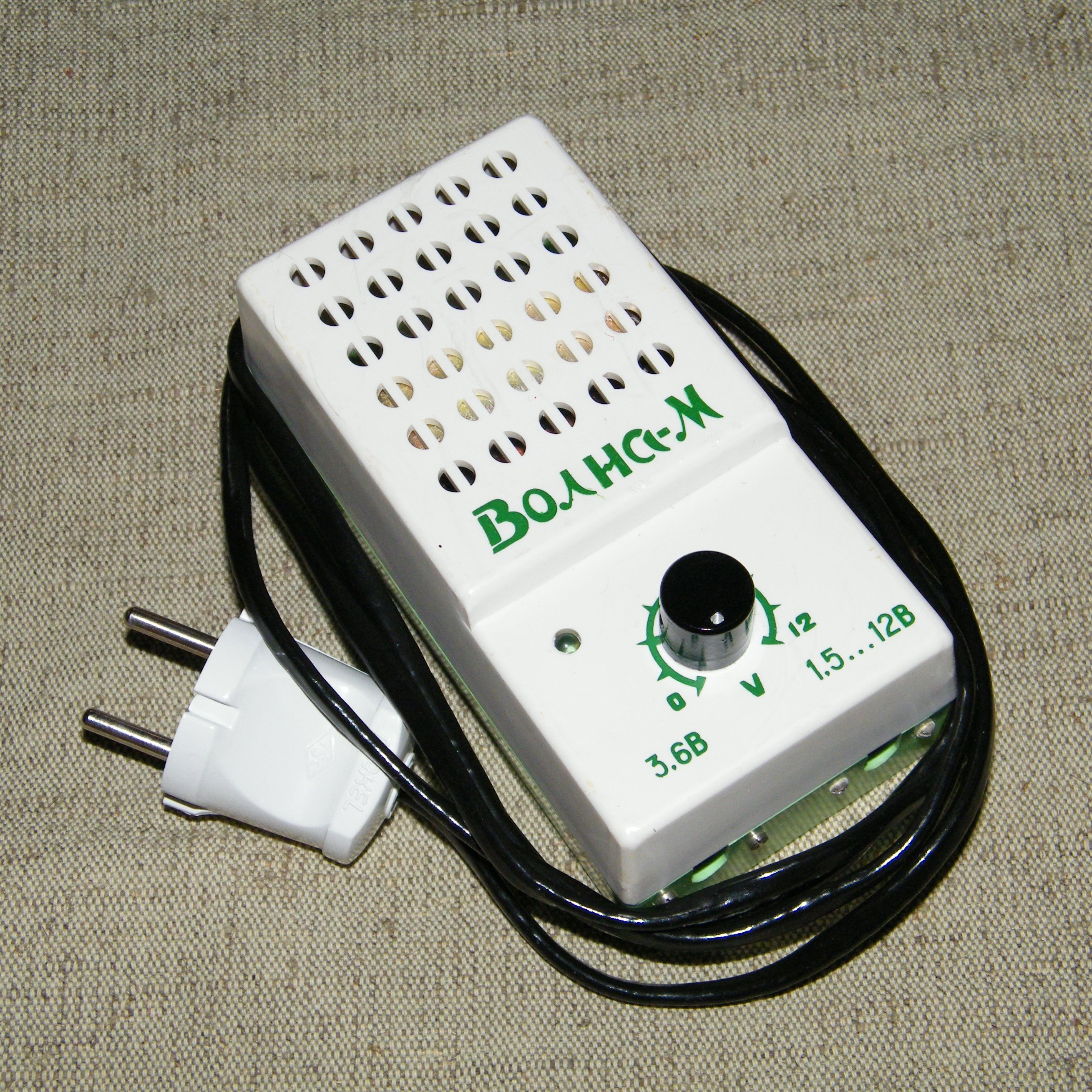
مزود طاقة منزلي ذو جهد مُتغير، إنتاج شركة «Волна-М». الروسية من عام 1994.

مخطط كهربائي لخافض (معتم) ضوء مثالي.

المُتحكِّم بالجهد أو منظِّم الجهد المتردد (بالإنجليزية: Voltage controller أو Variable voltage controller)‏ هو عبارة عن وحدة إلكترونية مبنية من كل من المقداح (الثايرستور)، الترياك، مقوم شبه موصل أو ترانزستور ثنائي القطبية ذو بوابة معزولة، والذي يحول تيار كهربائي متردد ذو جهد ثابت وتردد ثابت داخل إلى مصدر ما إلى جهد متغير في الخرج ويغذى حمل ذا مقاومة. ويستخدم جهد الخرج المتغير لتعتيم أضواء الشوارع، تغيير درجات الحرارة في البيوت أو الصناعة، التحكم في سرعة المراوح وآلات اللف والعديد من التطبيقات الأخرى. وبطريقة مماثلة للمحول الذاتي ، فإن وحدات التحكم في الجهد تقع في نطاق الكترونيات القوى. وبسبب قلة الصيانة والكفاءة العالية، فإن وحدات التحكم في الجهد تحل محل المضخم المغناطيسي والمفاعل القابل للتشبع أثناء استخدامهم في الصناعة.

## أوضاع التشغيل
تعمل أجهزة التحكم في الجهد بطريقتين سواء التحكم في التشغيل والإيقاف أو التحكم في الطور.

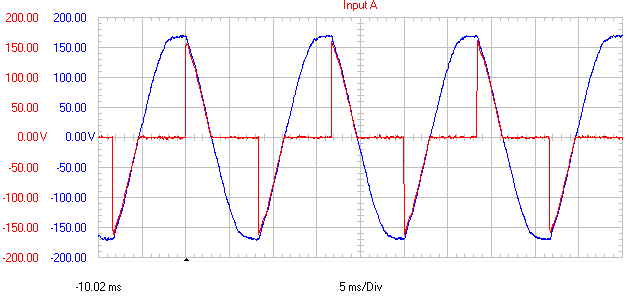
مثال للتحكم في زاوية الطور. اللون الازرق يعبر عن جهد المصدر الفعلي ويساوي 120 فولت واللون الأحمر يمثل الفتح والغلق للمقداح(الثايرستور) للحصول على جهد يساوي 60 فولت ويتحقق بفصل المصدر عند زوايا معينة وتشغيله عند زاوية الطور.

### التحكم في التشغيل والإيقاف
في متحكم التشغيل والإيقاف، يستخدم المقداح (الثايرستور) لتشغيل الدوائر لمراحل قليلة من الجهد وإيقافها لمراحل أخرى، وبالتالي تغيير القيمة الكلية المتوسطة لجهد الخرج ويعمل كمفتاح متردد ذو سرعة عالية. ويتسبب التشغيل السريع في حدوث تشويه للترددات العالية والذي يمكن أن يسبب ارتفاع في درجة الحرارة، وأيضا يمكن أن يصل إلى التداخل في الإلكترونيات القريبة. ولذلك فإن بعض التصاميم تكون غير عملية إلا في حالة تطبيقات الطاقة المنخفضة.

### التحكم في زاوية الطور
في التحكم في زاوية الطور، يستخدم المقداح (الثايرستور) لخفض دورة الجهد إلى النصف عند الدخل. وبالتحكم في زاوية الطور، يمكن أن يتغير الجهد المتوسط للحمل. حيث يعمل المقداح (الثايرستور) كل نصف دورة ويغلق في النصف الآخر من الدورة. كما أن تعريف زاوية الطور هي أنها الموضع الذي يعمل به المقداح (الثايرستور). ويستخدم الترياك غالبا بدلا من المقداح لأداء نفس الوظيفة ولتحسين الكفاءة أيضا. وإذا كان الحمل عبارة عن مزيج من المقاومة والحث، فإن دورة التيار تتخلف عن دورة الجهد وتسبب خفض في الطاقة المنتجة الكلية.

## أنواع أجهزة التحكم في الجهد
يوجد نوعان أساسيان من أجهزة التحكم في الجهد: أجهزة التحكم في الجهد أحادي الطور والتي تتحكم في جهد متوسط قدره 230 فولت ويكون تردد المصدر 50 أو 60 هرتز، وأجهزة التحكم في الجهد ثلاثي الطور والتي تتحكم في جهد متوسط قدره 400 فولت ويكون تردد المصدر 50 أو 60 هرتز (يعتمد على البلد).

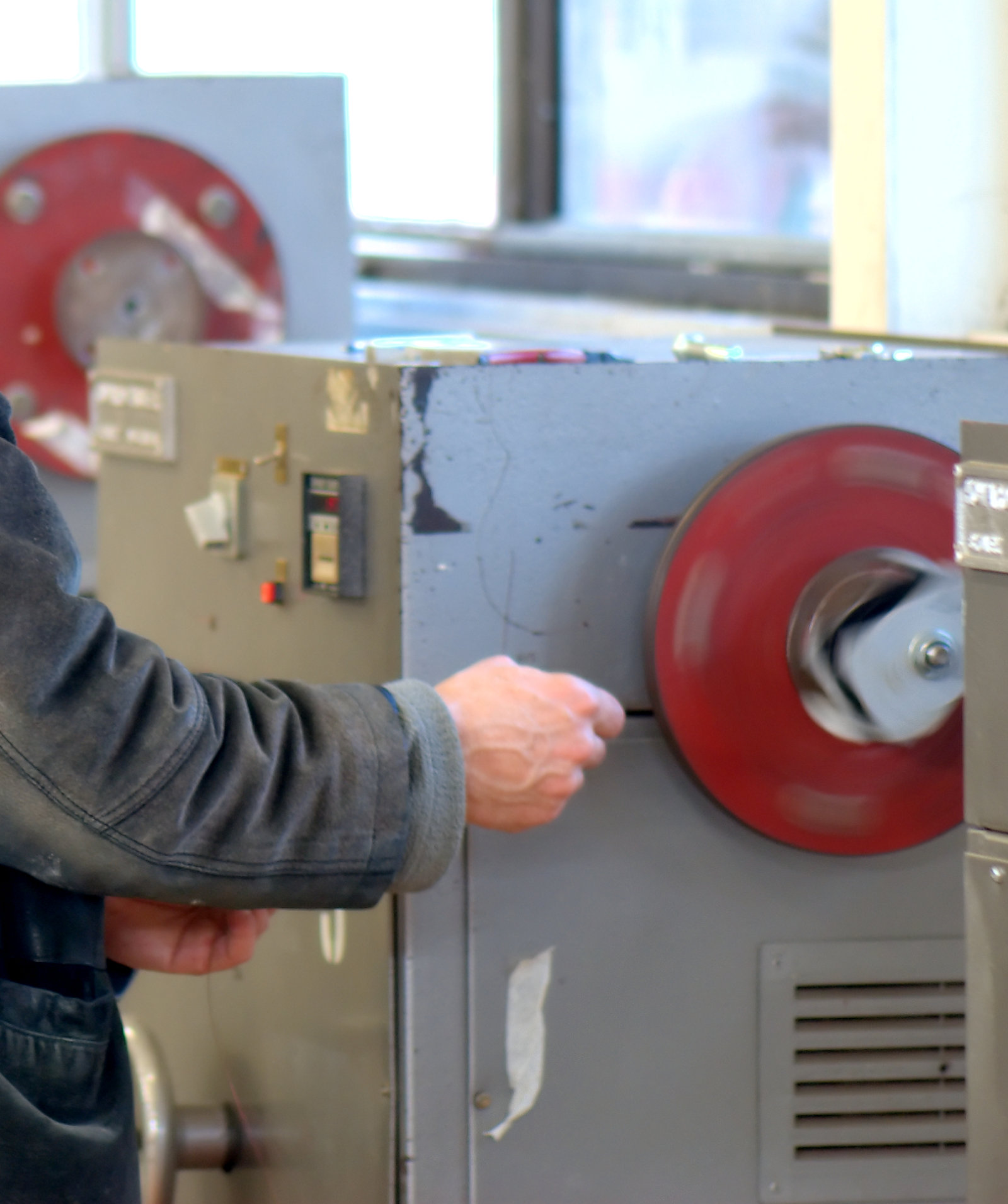
آلة لف تستخدم في بناء محول

## قيود الاستخدام
تستخدم أجهزة التحكم في الجهد تحت ظروف معينة:
- يجب أن يتواجد حمل لكى يقوم جهاز التحكم في الجهد بأداء عمله: وحيث أن أجهزة التحكم في الجهد تستخدم المقداح (الثايرستور) لتغيير الجهد، فإنهم يكونوا بحاجة إلى حمل مقاوم لكي يقوموا بأداء عملهم.
- تنخفض الطاقة الكلية بواسطة عنصر حثي من عناصر الحمل المقاوم.[7]
- يجب أن يزيد الحمل عزم الدوران طبيعيا: حيث تستطيع أجهزة التحكم في الجهد تغيير سرعة المحرك عن طريق تغيير جهد الدخل، لكن يجب أن يحتوى المحرك على حمل ذو عزم متزايد (مثل المراوح الصناعية وآلات اللف). أجهزة التحكم في الجهد تكون غير مناسبة في تطبيقات العزم الثابت. وكمثال على تطبيق ذو عزم متزايد هو آلة لف السلك: الحمل الابتدائى يكون غالبا بصفر لأنه لا يوجد جرح في السلك في البداية، وبمرور الزمن فإنه يزداد جرح السلك وبالتالي يزداد العزم (القوة اللازمة لتحويل اللف) طرديا. ومن ثم فإن جهاز التحكم في الجهد يكون مناسب في هذه الحالة حيث يقوم بزيادة أو خفض سرعة آلة اللف.[8]
- يجب أن يكون عزم البدء منخفض: المحرك المرتبط بجهاز التحكم في الجهد لا يبدأ أبدا بعزم بدأ عالي (أو محمل في البداية)، حيث أنه يمد المحرك ذو الحمل العالي بجهد منخفض يمكن أن يؤدي إلى تسخين المحرك واحتراق لفاته (مثال: محاولة بدأ محرك مركب بكسارة حجارة وهي مليئة بالحجارة).[8]

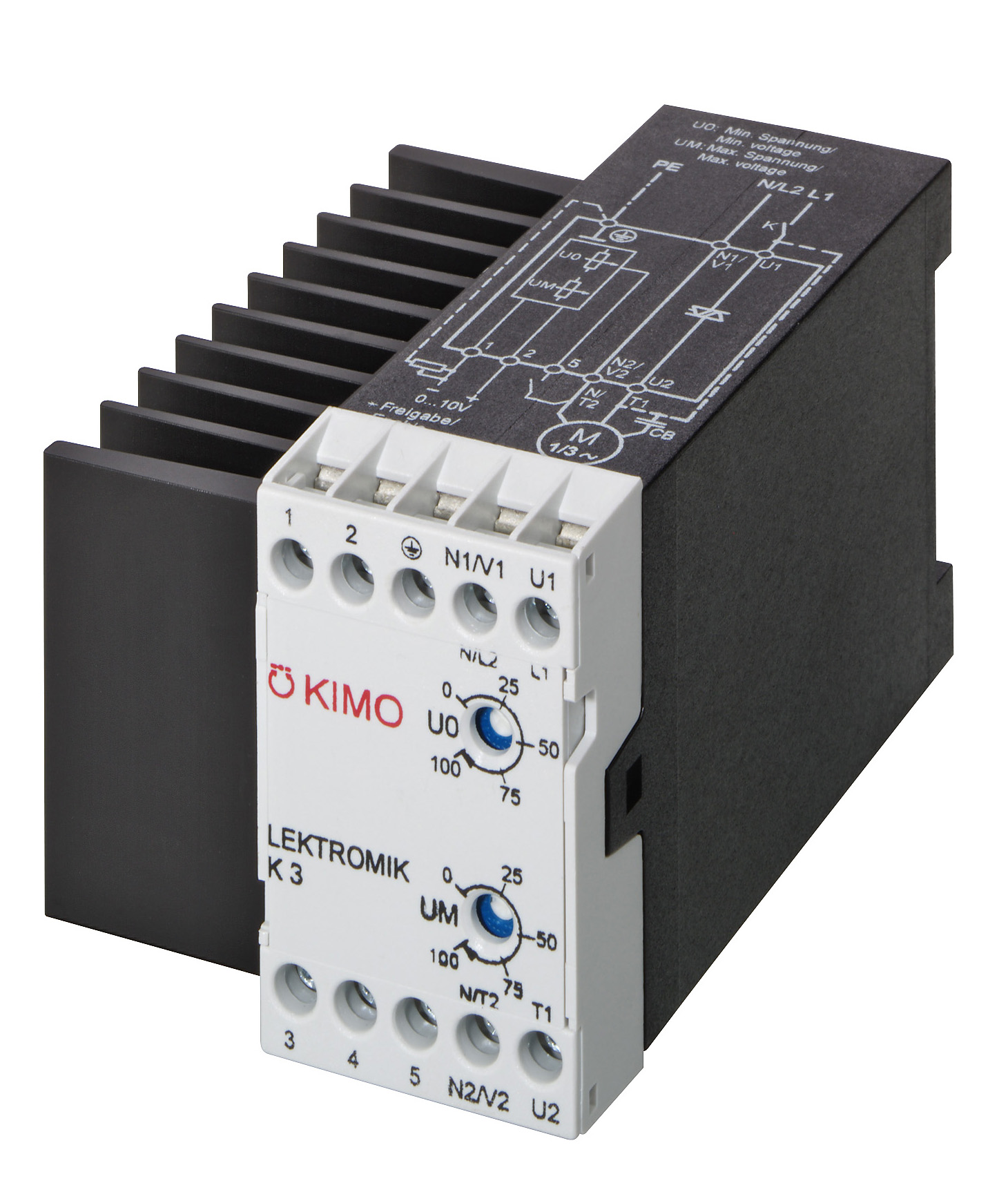
مثال لجهاز تحكم في الجهد وبه مسرب حراري على اليسار والإعدادت العظمى والصغرى في الأمام.

## التطبيقات
- دوائر تعتيم الضوء في مصابيح الشوارع.
- التدفئة المنزلية والصناعية.
- التسخين بالتيارات الحثية.
- تغيير التفريغ لمحول.
- التحكم في سرعة المحركات (عزم دوران متغير).
- التحكم في سرعة كلا من آلات اللف والمراوح.
- أجهزة التحكم المغناطيسية المترددة.[11]